# Scontro frontale
Scontro frontale (Threat Vector) è un romanzo techno-thriller scritto da Tom Clancy con Mark Greaney pubblicato nel 2012.

## Trama
Cinque ex agenti di Muʿammar Gheddafi devono essere assassinati e Jack Ryan jr. scopre di essere stato filmato. In Cina le conseguenze di una crisi economica porteranno alla guerra contro gli Stati Uniti.

## Personaggi
- Jack Ryan Jr., agente CIA
- Dingo Chavez

## Edizioni in italiano
- Tom Clancy, Mark Greaney, Scontro frontale, traduzione di Roberta Cristofani, Cristiana Latini e Barbara Porteri, Rizzoli, Milano 2014 ISBN 978-88-17-07244-1
- Tom Clancy, Mark Greaney, Scontro frontale, traduzione di Roberta Cristofani, Cristiana Latini e Barbara Porteri, BUR, Milano 2015 ISBN 978-88-17-07987-7